# Federazione Industria Musicale Italiana
Federazione Industria Musicale Italiana (FIMI) je italská organizace, která zastřešuje tzv. hudební průmysl v Itálii. Založena byla v roce 1992, kdy hlavní hudební vydavatelství opustily předchozí organizaci, Associazione Fonografici Italiani (AFI). V roce 2011 FIMI reprezentovala 2500 společností v hudebním průmyslu.
V červenci 2011 byl jejím předsedou zvolen Enzo Mazza.

## Certifikace

### Alba
| Období                                | Zlatá certifikace | Platinová certifikace | Diamantová certifikace |
| ------------------------------------- | ----------------- | --------------------- | ---------------------- |
| Do 31. prosince 2004                  | 50,000            | 100,000               | 500,000                |
| Od 1. ledna 2005 do 31. prosince 2007 | 40 000            | 80 000                | 400 000                |
| Od 1. února 2008 do konce 2009        | 35 000            | 70 000                | 350 000                |
| Od konce 2009 do 31. prosince 2011    | 30 000            | 60 000                | 300 000                |
| Od. 1. ledna 2012                     | 30 000            | 60 000                | 600 000                |
| Od 1. ledna 2014                      | 25 000            | 50 000                | 500 000                |

### Singly
| Období                                | Zlatá certifikace | Platinová certifikace | Diamantová certifikace |
| ------------------------------------- | ----------------- | --------------------- | ---------------------- |
| Od března 1999 do 31. prosince 2004   | 25 000            | 50 000                | N / A                  |
| Od 1. ledna 2005 do 31. prosince 2009 | 10 000            | 20 000                | N / A                  |
| Od 1. ledna 2010                      | 15 000            | 30 000                | N / A                  |
| Od 1. ledna 2014                      | 15 000            | 30 000                | 300 000                |

### Hudební DVD
| Období                                | Zlatá certifikace | Platinová certifikace |
| ------------------------------------- | ----------------- | --------------------- |
| Od 1. ledna 2005 do 31. prosince 2008 | 15 000            | 30 000                |